# Torakografia
Torakografia – metoda zapisywania ruchów klatki piersiowej za pomocą torakografu. Torakograf składa się z części odbierającej – sprężystego mieszka, mocowanego za pomocą taśm owiniętych wokół klatki piersiowej na plecach, połączonego przewodem z częścią zapisującą – bębenkiem Mareya z pisakiem i kimografu. Wykonuje się pomiary dla spokojnego oddechu, po wysiłku fizycznym, po hiperwentylacji i po bezdechu. Wynik badania w postaci wykresu (torakogram) przedstawia amplitudę i częstość ruchów klatki piersiowej.

Przeczytaj ostrzeżenie dotyczące informacji medycznych i pokrewnych zamieszczonych w Wikipedii.